# 高上優里子
高上 優里子（たかがみゆりこ、3月23日 - ）は、日本の漫画家。広島県出身。牡羊座、血液型はO型。
2001年、第32回なかよし新人漫画賞において「ずっと続いてゆくのです」が準入選を受賞し、『なかよしなつやすみランド』（講談社）に掲載されデビュー。
『なかよしラブリー』（講談社）、同レーベルのオムニバスコミック、『コミック百合姫』（一迅社）などでオリジナル作品・実話を基にした作品を発表している。
2015年より児童書の挿絵も手がけるようになった。
趣味は絵本を読むことと、昼寝、買い物。イラストレーター・漫画家のしめ子とは実の姉妹。

## 作品リスト
- ずっと続いてゆくのです。（『なかよし』2001年8月号増刊なつやすみランド）
- ふたご天使（『なかよし』2002年1月号増刊ふゆやすみランド）
- キミノハナ。（『なかよし2002年4月号増刊はるやすみランド）
- 新月､満月､ひとつ星。（『なかよし』2002年8月号増刊なつやすみランド）
- 二重奏（『なかよしラブリー』2003年冬の号） - 実在人物の日記を基にしたフィクション
- アリス。（『なかよしラブリー』2004年春の号）
- ひいろ（『なかよしラブリー』2004年冬の号）
- スイートリップ（『なかよし』2004年9月号別冊付録）
- ヒカリになりたい（『なかよしラブリー』2004年秋の号） - 実話を基にしたフィクション
- ハルコイ（『なかよしラブリー』2005年春の号）
- 大切な約束（『なかよしラブリー』2005年秋の号 - 川嶋あいの実話を基にしたフィクション（原作：Hikari、同名書スターツ出版刊）
- ラブパズル（『なかよしラブリー』2006年春の号 - 冬の号） - 一話完結オムニバスシリーズ
- 告白のユウキ（『なかよしラブリー』2007年初夏の号）
- とろけるサマー（『なかよしラブリー』2007年夏の号）
- まけない。〜教室のあたし〜（『なかよしラブリー』2007年秋の号 - 2008年初夏の号）
- もう一度ｖ（『なかよしラブリー』2008年冬の号）
- にげない。―あたしたちの格差ライフ―（『なかよしラブリー』2009年初夏の号 - 冬の号）
- 君がくれた勇気（2010年11月刊『告白 本当にあったツライいじめ』収録） - 読者手記を基にしたフィクション
- しんちゃん（2011年8月刊『地獄少女 閻魔あいセレクション激こわ 影』収録）
- 世界で一番悲しい失恋（2011年9月刊『勇気 本当にあったツライいじめ』収録） - 読者手記を基にしたフィクション
- ほんとうの友だち（2012年3月刊『希望 本当にあったツライいじめ』収録） - 読者手記を基にしたフィクション
- 少女結晶ココロジカル（『なかよし』2013年4月号 - 2014年12月号） - 高岡しゆ名義（しめ子との姉妹ユニット名義（共同筆名））
- 月と世界とエトワール（『コミック百合姫』2012年11月号 - 2015年3月号）
- キャラ屋さんの遅い青春（『コミックフラッパー』2016年9月号 - 2017年7月号）
- 異世界でもふもふなでなでするためにがんばってます。（原作：向日葵、キャラクター原案：雀葵蘭、『WEBコミックアクションモンスターコミックス（後に『がうがうモンスター』として分離）』（10話から26話までは『めちゃコミックモンスターガールズ』で有料で先行配信））2017年11月3日 - 2020年9月29日、『マンガがうがう』2020年12月8日 - ）

## 単行本

### 漫画
講談社〈講談社コミックスなかよし〉
- 二重奏（2005年3月4日発売[1]、ISBN 4-06-364073-6）
- まけない。〜教室のあたし〜（2008年10月6日発売[2]、ISBN 978-4-06-364198-1）
- にげない。―あたしたちの格差ライフ―（2010年4月6日発売[3]、ISBN 978-4-06-364261-2）

一迅社〈IDコミックス 百合姫コミックス〉
- 月と世界とエトワール（全4巻）
  1. 2013年6月18日発売[4]、ISBN 978-4-7580-7256-4
  2. 2014年1月18日発売[5]、ISBN 978-4-7580-7287-8
  3. 2014年8月19日発売[6]、ISBN 978-4-7580-7335-6
  4. 2015年3月18日発売[7]、ISBN 978-4-7580-7396-7

KADOKAWA〈MFコミックス フラッパーシリーズ〉
- キャラ屋さんの遅い青春（全2巻）
  1. 2017年1月23日発売[8]、ISBN 978-4-04-068821-3
  2. 2017年7月22日発売[9]、ISBN 978-4-04-069254-8

双葉社〈モンスターコミックス〉
- 異世界でもふもふなでなでするためにがんばってます。（既刊15巻）

### アンソロジー
- 地獄少女 閻魔あいセレクション激こわ 影（2011年8月、ISBN 978-4-06-364315-2）
- 告白 本当にあったツライいじめ（2011年11月、ISBN 978-4-06-364283-4）
- 勇気 本当にあったツライいじめ（2011年9月、ISBN 978-4-06-364322-0）
- 希望 本当にあったツライいじめ（2012年3月、ISBN 978-4-06-364344-2）

### イラスト
角川つばさ文庫（角川書店（現・KADOKAWA））より刊行。
- 1%（著：このはなさくら）
  1. 絶対かなわない恋（2015年8月、ISBN 978-4-04-631540-3）
  2. 絶対会えないカレ（2015年12月、ISBN 978-4-04-631541-0）
  3. だれにも言えないキモチ（2016年4月、ISBN 978-4-04-631590-8）
  4. 好きになっちゃダメな人（2016年8月、ISBN 978-4-04-631591-5）
  5. あきらめたら終わる恋（2016年12月、ISBN 978-4-04-631662-2）
  6. 消しさりたい思い（2017年4月、ISBN 978-4-04-631684-4）
  7. 一番になれない恋（2017年8月、ISBN 978-4-04-631721-6）
  8. そばにいるだけでいい（2017年12月、ISBN 978-4-04-631722-3）
  9. にせものカノジョ（2018年4月、ISBN 978-4-04-631779-7）
  10. 終わらない初恋（2018年8月、ISBN 978-4-04-631814-5）
  11. ぬぐえない不安（2018年12月、ISBN 978-4-04-631851-0）
  12. ふみだせない一歩（2019年4月、ISBN 978-4-04-631880-0）
  13. 気づかなかったキモチ（2019年8月、ISBN 978-4-04-631883-1）
  14. 告げられた思い（2019年12月、ISBN 978-4-04-631884-8）
  15. 絶対あきらめない恋（2020年4月、ISBN 978-4-04-631975-3）
  16. 絶対変わらないキモチ（2020年8月、ISBN 978-4-04-632010-0）
- おもしろい話、集めました。S（アンソロジー） 2016年12月、ISBN 978-4-04-631646-2
- おもしろい話、集めました。D（アンソロジー） 2017年10月、ISBN 978-4-04-631748-3
- おもしろい話、集めました。P（アンソロジー） 2019年11月、ISBN 978-4-04-631953-1
- いみちぇん!×1% 1日かぎりの最強コンビ（共著） 2018年6月、ISBN 978-4-04-631797-1
- 1％×スキ・キライ相関図 みんな、がんばれ!学園祭 2020年12月15日、ISBN 978-4-04-632055-1
- スキ・キライ相関図 （著：このはなさくら）
  1. “恋組”のヒミツ探ります！（2020年1月、ISBN 978-4-04-631959-3）
  2. 好きな人のウラの顔……？（2020年5月、ISBN 978-4-04-631962-3）
  3. さよなら、わたしの初恋（2020年10月、ISBN 978-4-04-632006-3）
  4. ホントに好きなのはだれ？（2021年4月14日、ISBN 978-4-04-632024-7）
  5. 大切にしたい、わたしのキモチ（2021年8月6日、ISBN 978-4-04-632056-8）
- もう、子どもじゃない？ はじめてのなやみ、はじめての恋（著：福田裕子、監修：高橋幸子）2022年1月13日、ISBN 978-4-04-632093-3

青い鳥文庫（講談社）より刊行。
- 13歳は怖い（アンソロジー）2017年7月、ISBN 978-4-06-285636-2
- 13歳は怖い 新学期の落とし穴（アンソロジー）2018年3月、ISBN 978-4-06-285683-6

PHPジュニアノベル（PHP研究所）より刊行。
- 初恋オレンジタルト（著：天沢夏月）2019年5月、ISBN 978-4-56-978865-4